# Национални демократски конгрес (Гренада)
Национални демократски конгрес (енгл. National Democratic Congress, NDC) је либерална политичка странка на Гренади. Настала је у априлу 1987. како би окупила политичаре у опозицији према тада владајућој Новој националној партији премијера Херберта Блејза. Године 1990. је победила на изборима, да би их потом изгубила 1995. године. НДЦ је у опозицији остала до избора 2008. године када је победила, те је њен вођа Тилман Томас постао премијер. На изборима 2013. супарничка ННП је освојила свих 15 места у Заступничком дому. Странка се вратила на власт 2022. године под вођством Дикона Мичела.